# Nausicaa (Goethe)
Pour les articles homonymes, voir Nausicaa (homonymie).
Nausicaa est une tragédie inachevée de Johann Wolfgang von Goethe, dont il a conçu le projet en Sicile, et qu'il voyait comme un « concentré dramatique de l'Odyssée. »
Seules quelques scènes ont été rédigées, dont un monologue d'Ulysse naufragé.

## Intrigue
Nausicaa, fille du roi des Phéaciens, repousse tous ses prétendants, mais éprouve une forte attirance pour un voyageur qui vient d'échouer nu sur une plage — Ulysse en l'occurrence. Elle se compromet avec lui. L'issue de cette aventure devant mener à la mort de la jeune princesse phéacienne. L'on trouve un canevas dramatique qui anticipe sur celui du premier Faust: Ulysse comme Faust, « séducteurs mi-coupables, mi-innocents » précipitant l'aimée à la mort.